# Fresh Meat + Old Slabs
Fresh Meat + Old Slabs —en español: Carne fresca y Losas viejas— es el sexto y último demo del músico estadounidense Beck. Contiene 22 temas en total y fue Grabado en 1993, antes de que lanzara su tercer álbum de estudio Mellow Gold.
Sin embargo, la madre de Beck, Bibbe Hansen, es propietaria de la única copia original existente del casete. Todas las demás versiones de este lanzamiento son piratas, no oficiales, o réplicas que Bibbe hizo para los fans de Beck aproximadamente a fines de la década de 1990 o más tarde. Pronto después se lanzaron copias en CD no oficiales.
La canción Trouble All My Days se incluyó después en su primer álbum de estudio Golden Feelings y en la edición especial de su cuarto disco de estudio Odelay. Mientras que la canción Kill Me (Loser) (posteriormente llamada Loser) se agregó después en el álbum Mellow Gold, Steve Threw Up se lanzó como sencillo en 1994 y Fume es un side B del sencillo de Loser.

## Lista de canciones
| Lado A |                           |          |  |
| N.º    | Título                    | Duración |  |
| 1.     | «Let's Go Moon Some Cars» | 3:02     |  |
| 2.     | «Goin' Nowhere Fast»      | 4:17     |  |
| 3.     | «Cut 1/2 Blues»           | 2:27     |  |
| 4.     | «RTD»                     | 2:44     |  |
| 5.     | «Tasergun»                | 2:12     |  |
| 6.     | «Deep Fried Love»         | 3:05     |  |
| 7.     | «Mexico»                  | 5:10     |  |
| 8.     | «Fume»                    | 3:32     |  |
| 9.     | «Leave Me on the Moon»    | 2:33     |  |
| 10.    | «I Feel Low Down»         | 0:54     |  |
| 11.    | «Satan Gave Me a Taco»    | 3:08     |  |
| 12.    | «Heartland Feeling»       | 6:27     |  |
| 13.    | «Big Stompin' Mama»       | 1:12     |  |
| 14.    | «Steve Threw Up»          | 3:28     |  |

| Lado B  |                              |          |  |
| N.º     | Título                       | Duración |  |
| 1.      | «Say Can You See»            | 0:44     |  |
| 2.      | «Piece of Shit»              | 0:12     |  |
| 3.      | «Death is Coming to Get You» | 3:23     |  |
| 4.      | «Captain Brain»              | 0:54     |  |
| 5.      | «Hollow Log»                 | 3:09     |  |
| 6.      | «Totally Confused»           | 2:50     |  |
| 7.      | «Trouble All My Days»        | 2:02     |  |
| 8.      | «Kill Me (Loser)»            | 4:45     |  |
| 1:33:52 |                              |          |  |